# You Can Dance (álbum)
You Can Dance é o álbum de estreia do grupo You Can Dance, lançado em 1995 pela Columbia. O single "Anjo" foi bastante tocada na época de seu lançamento. Este álbum vendeu mais de 65 mil cópias.
As faixas "You Took My Love", "Surpresas do Amor" e "Brincar de Amar" já haviam sido lançadas anteriormente em coletâneas.

## Faixas
| N.º | Título                              | Duração |  |
| 1.  | "Anjo"                              | 3:40    |  |
| 2.  | "You Took My Love"                  | 4:31    |  |
| 3.  | "Sem o Teu Amor (Eu Não Vou Ficar)" | 3:36    |  |
| 4.  | "Te Quero Tanto"                    | 3:40    |  |
| 5.  | "Te Faço Feliz"                     | 3:33    |  |
| 6.  | "Erva Venenosa"                     | 2:53    |  |
| 7.  | "Sempre Te Amei"                    | 3:55    |  |
| 8.  | "Tarde Demais"                      | 3:31    |  |
| 9.  | "Te Quero pra Sempre"               | 3:37    |  |
| 10. | "Surpresas do Amor"                 | 3:48    |  |
| 11. | "Brincar de Amar"                   | 3:18    |  |